# یولیان گومپرتز
یولیان گومپرتز (به آلمانی: Julian Gumperz) (زادهٔ ۱۲ مه ۱۸۹۸ در نیویورک – درگذشتهٔ فوریه ۱۹۷۲ در کانکتیکت) جامعه‌شناس، روزنامه‌نگار و مترجم آلمانی–آمریکایی بود.

## زندگی
یولیان گومپرتز از یک خانوادهٔ صنعتگر و ثروتمند آلمانی–آمریکایی برخاسته و عضو مؤسسهٔ پژوهش‌های اجتماعی (به آلمانی: Institut für Sozialforschung) بود. گومپرتز در کنفرانس مارکسیستی هفتهٔ کار که در مه ۱۹۲۳ در تورینگن برگزار شد، شرکت داشت.
گومپرتز ابتدا در هاله – ناحیه‌ای در زاکسن – و از سال ۱۹۲۹ در فرانکفورت زیر نظر فریدرش پولوک (به آلمانی: Friedrich Pollock) – که بین سال‌های ۱۹۲۸–۱۹۳۰ در آن‌جا به تدریس اشتغال داشت – به تحصیل در رشتهٔ اقتصاد ملی پرداخت. او با ارائه رساله‌ای با موضوع «جایگاه کارگران در آمریکای شمالی» دکترای خود را دریافت کرد و به همکاری با پولوک پرداخت. در سال ۱۹۳۳ به بررسی امکانات کار مؤسسهٔ فرانکفورتی آمریکا که توسط نازیها بسته شده بود پرداخت و برای نخستین بار با دانشگاه کلمبیا ارتباط برقرار کرد. پس از سال ۱۹۳۴ و انتقال مؤسسهٔ فوق به نیویورک، تا سال ۱۹۴۱ با آن همکاری داشت.
گومپرتز به صورت موقت، کارگزار بورس بنیاد هرمان وایل (به انگلیسی: Herman Weil) بود و سپس این مشغلهٔ موفق را به یک شغل تبدیل کرد. او در سال ۱۹۴۷ به همراه یوهان ریندل (به آلمانی: Johann Rindl) انتقادی علنی علیه کمونیسم بین‌الملل مطرح کرد.
گومپرتز بین سال‌های ۱۹۱۹–۱۹۲۲ به همراه کارل اوستن (به آلمانی: Karl Osten) و ویلند هرتزفلده (به آلمانی: Wieland Herzfelde) به انتشار مجلهٔ دادایی–اکسپرسیونیستی «در گگنر» (به آلمانی: Der Gegner) (به معنای رقیب) پرداخت. او در ابتدای سدهٔ بیستم یک فعال کمونیست و همکار روتن فانه (به آلمانی: Roten Fahne) و نشر مالیک بود که در سال ۱۹۲۱ به تصاحب او درآمد.
گومپتز به ترجمهٔ آثار اندیشمندانی از جمله آگنس اسمدلی (به انگلیسی: Agnes Smedley) و جان دوس پاسوس (به انگلیسی: John Dos Passos) همت گماشت.
همسر گومپرتز، هده ایزلر (به آلمانی: Hede Eisler) در کتابفروشی کار می‌کرد که در ابتدای سال ۱۹۲۳ گومپرتز با او آشنا شد. با این‌همه، پیوند آنان که در سال ۱۹۲۷ برقرار شد در سال ۱۹۲۸ به جدایی انجامید. در همان سال گومپرتز حزب کمونیست را ترک کرد.

## آثار
- Über die geistige Ortsbestimmung des Expressionismus, Der Friede, Nr. 3, 1919. (آلمانی)
- Kunst, Vandalismus und Proletariat, Eine Antwort an G. G. L. [Gertrud Alexander]. Die Rote Fahne, 3, Nr. ۱10 vom 22. Juni 1920. Repr. in: Fähnders/Rector (Hrsg.), Literatur im Klassenkampf, Fischer, 1974, Nr. 3, S. ۵۷–۶۰ [۱۹۷۱]. (Kunstlump Debatte, George Grosz gegen Oskar Kokoschka) (آلمانی)
- Die Agrarkrise der Vereinigten Staaten. H. Buske, Leipzig, ۱۹۳۱ (= Veröffentlichungen der Frankfurter Gesellschaft für Konjunkturforschung, n.f. , Heft 2 (13. Hft. d. gesammten Reihe)) (آلمانی)
- Zur Soziologie des amerikanischen Parteiensystems. In: Zeitschrift für Sozialforschung, Jg. 1, Heft 3, 1932, S. 278-310. (آلمانی)
- Mit Johann Rindl. Als Ypsilon, Pattern for World Revolution, Ziff-Davis, New York, 1947.

## پی‌نوشت
1. 1 2 3 4 5 6 7  «متفکران آلمان: یولیان گومپرتز»،  انسان‌شناسی و فرهنگ.